# Francesc Tamarit Fayos
Francesc Tamarit Fayos (Riola, 1941) és compositor i director, especialment en el camp de les bandes de música, i el 2003 era catedràtic numerari de contrapunt i fuga al Conservatori Superior de Música de València.

## Biografia
Inicià la seva formació musical a la banda de la Unió Musical de Riola, sota la direcció de son pare, Francesc Tamarit Sanjuán. A València estudià harmonia i contrapunt amb Manuel Palau Boix, al Conservatori Superior de Música «Joaquín Rodrigo», composició amb Amand Blanquer i direcció d'orquestra amb José Férriz Llorens. Obtingué els Premis d'Harmonia i de Contrapunt i Fuga.
Ha estat director titular de les bandes de Riola, de la Societat Musical d'Algemesí, de la Lira carcaixentina de Carcaixent (1986), de "La Lira" de Xest, de la societat Santa Cecília d'Elda (1991-1992), de l'Ateneu Musical de Cullera (1993-1996) i del Centre Instructiu Musical "La Armónica" de Bunyol (en dues etapes, 1979,1980-; 1997). Amb aquestes bandes ha obtingut premis valuosos als concursos de València i de Kerkrade, entre d'altres. També feu de professor de música i tingué alumnes com Josep Alamà Gil Ramon Pastor Gimeno, Andrés Valero Castells Francisco Zacarés Fort, Joan Lluís Alemany, Francisco Bastidas Calabuig, Isidro Coll Ballesteros, Enrique Gosp Martínez, Francisco Llorens Arnal, Sergio Pastor Puchol, Vicente Roncero, Enrique Sanz Vicent Soler i Solano, Miguel Vercher Talens.
Com a compositor, va produir obres del gènere simfònic per a orquestra, banda, orgue, piano, cors i música de cambra per a diversos instruments. Ha obtingut nombrosos premis de composició, entre els quals destaquen els premis Ricardo Villa de Madrid i el Rodríguez Albert d'Alacant. Diverses de les seves obres per a banda han estat d'interpretació obligada al Concurs Internacional de bandes de música de València.

## Obres
- Concertino (1988), per a clarinet i piano, en tres moviments
- Estampa medieval, ballet
- Fuga en la menor, quartet
- Fuga en mi menor, per a orgue
- Otoñal, per a quintet de vent
- Septimino (2004), per a septet
- Tocatta i fuga sobre Bach, per a orgue

### Per a orquestra
- Atropos, per a formació de 22 instruments
- Fuga en do menor
- El Miserere de la montaña
- Sinfonía de Do mayor

### Per a banda
- Caos (1985), premi "Ricardo Villa" de l'ajuntament de Madrid[6]
- En Al-Andalus[7]
- En la Quinta del Sordo (1989), dedicada a Francisco de Goya [nt 1]
- Ensueños (1993). Obra d'interpretació obligada en la secció primera del Concurs Internacional de bandes de música de València 1994[9]
- Estampa medieval [nt 2]
- Estigia, inspirada en les parts VII i VIII de la Divina Comèdia, del Dant [nt 3]
- Lament (2013)
- Vientos… (2003). Obra d'encàrrec per interpretació obligada a la secció d'honor del Concurs Internacional de bandes de música de València 2003. En tres parts:
  - …que fluyen del caos
  - ...que acarician mis recuerdos
  - ...que pregonan el nombre de Bach
- Visiones (1999). En tres parts: Sombras, Lamento, Con Bach

### Per a cor
- Alzad vuestros ojos
- Camina, María
- Jesuset
- Oh, mar!
- Trisagio

### Per a piano
- Nocturno
- Sonata
- Un suspiro
- Vals
- Variaciones

## Arxius de so
Vientos... que fluyen del caos, interpretat per la Unió Musical de Llíria Arxivat 2007-09-28 a Wayback Machine.

 Vientos... que acarician mis recuerdos, interpretat per la Unió Musical de Llíria Arxivat 2007-09-28 a Wayback Machine.

 Vientos... que pregonan el nombre de Bach, interpretat per la Unió Musical de Llíria Arxivat 2007-09-28 a Wayback Machine.